# Тімбалес

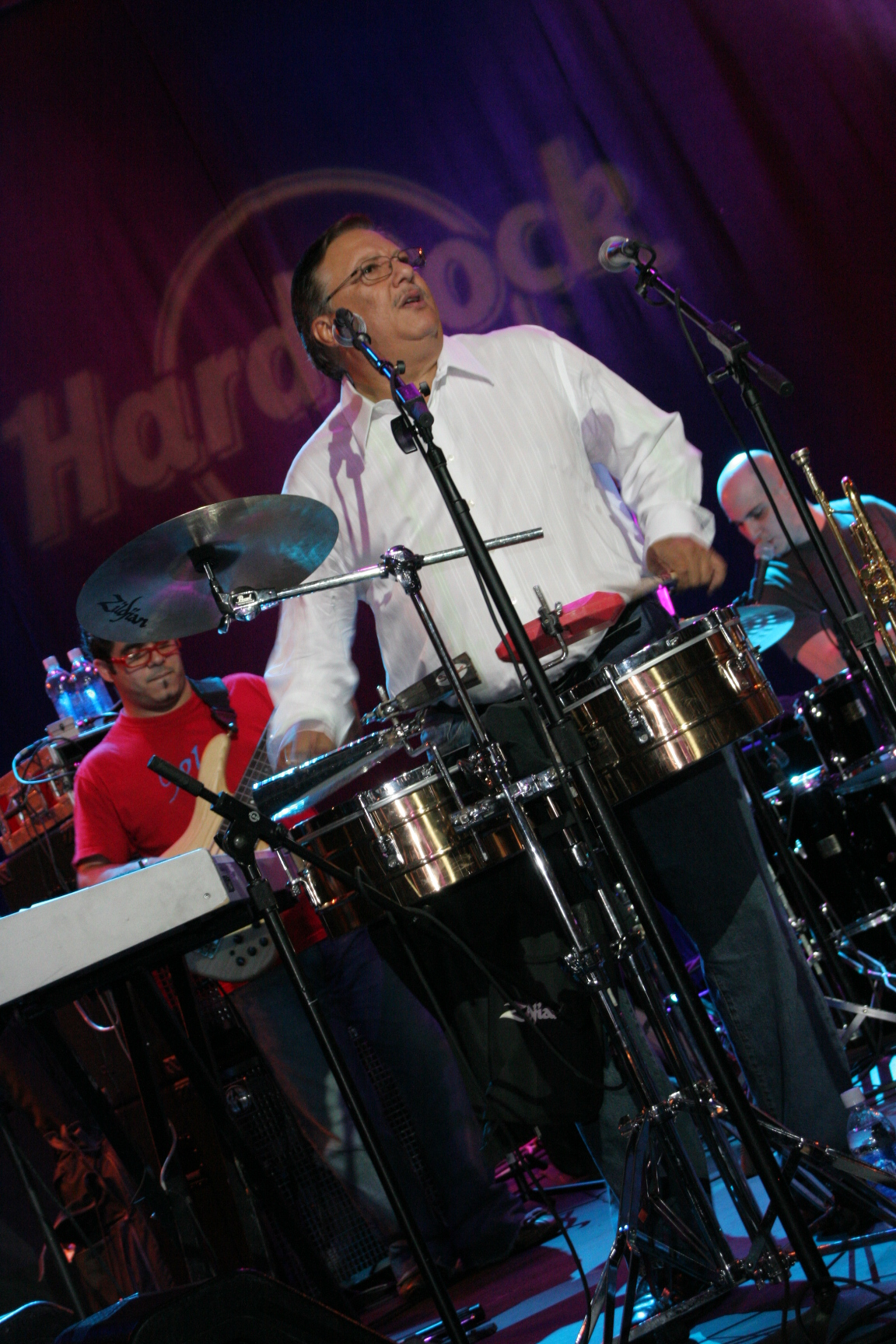
Гра на тімбалес

Тімбалес[джерело?] (англ. timbales) — ударний музичний інструмент з невизначеною висотою звуку з родини мембранофонів середньоазіатського походження. Це два невеликих однобічних барабани, що нагадують бонги, однакових за висотою (16 см) і різних в діаметрі (33 і 36 см) з латунним чи мідним корпусом які з'єднані між собою невеликою колодкою та укріплені на вертикальному держаку.
Грають на тимбалес паличками від малого барабана і пальцями. Техніка гри на тимбалес така ж як і на том-томах.